# 穴頜吻鰻
穴頜吻鰻（学名：Gnathophis nystromi ginanago）为糯鰻科頜吻鰻屬下的一个种。